# جان بابتيست كريستوفر فوسيه أوبليه

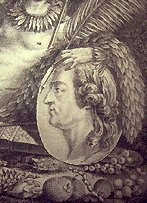
جان بابتيست أوبليه (1720-1778)

جان بابتيست كريستوفر فوسيه أوبليه (1720-1778) (بالإنجليزية: Jean Baptiste Christophore Fusée Aublet)‏ هو عالم نبات فرنسي.